# Paraísos cercanos
Paraísos cercanos fue una serie documental de viajes emitido por La 2 de TVE.

## Historia
La serie comenzó a fraguarse a principios de 1997, estrenándose su primer capítulo el 23 de mayo de 1997, con el documental Túnez, con luz propia. Inicialmente fue producida y dirigida por Ina Rodríguez y Patricia Ferreira. El año siguiente continuó con la emisión de nuevos documentales sobre Noruega, Grecia, Holanda y Cuba.
La serie continuó siendo emitida hasta el año 2000. En los años posteriores fue objeto de diferentes reemisiones. En 2009 se estrenó una nueva temporada.

## Valoración
En palabras de Santiago Aumesquet, la producción se constituye como una:
serie documental que sigue la tradición de las narraciones clásicas de la literatura de viajes.